# 萬貢珍
萬貢珍（1796年—？），字荔門，一字子偉，江蘇常州府宜興縣人，清朝政治人物。

## 生平
道光元年（1821年）辛巳恩科江南鄉試舉人，三年（1823年）癸未科進士。選翰林院庶吉士，十一年（1831年）考取軍機章京，十三年（1833年）任戶部浙江司主事，同年升戶部江西司員外郎，十四年（1834年）升戶部陝西司郎中，同年出為河南歸德府知府，十六年（1836年）調開封府知府，十九年（1839年）調湖北黃州府知府，二十年（1840年）任甘肅平慶涇固化道，二十二年（1842年）任安徽按察使，二十三年（1843年）任湖南布政使，二十九年（1849年）護理湖南巡撫，三十年（1850年）任大理寺卿。